# Lumbreras, Mexiko
Lumbreras är en ort i Mexiko.   Den ligger i kommunen Nombre de Dios och delstaten Durango, i den centrala delen av landet, 700 km nordväst om huvudstaden Mexico City. Lumbreras ligger 1 743 meter över havet och antalet invånare är 112.
Terrängen runt Lumbreras är platt åt nordost, men åt sydväst är den kuperad. Lumbreras ligger nere i en dal. Runt Lumbreras är det glesbefolkat, med 16 invånare per kvadratkilometer. Närmaste större samhälle är Nombre de Dios, 6,2 km söder om Lumbreras. Omgivningarna runt Lumbreras är i huvudsak ett öppet busklandskap.